# Тип 62 (легкий танк)
«Тип 62» (заводське позначення WZ-131) — китайський легкий танк 1960-х років, полегшена версія радянського Т-54 і китайського «Тип 59». Від «Тип 59» в основному відрізняється 85-мм гарматою, меншою товщиною броні (25 мм лоб корпусу, 50 мм башта) й полегшеною ходовою частиною. Серійно вироблявся з 1963 по 1989 рік, загальна кількість склала близько 1200 екземплярів. На даний час перебуває на озброєнні НВАК і армій інших країн світу.

## Історія створення
Офіційно замовлення на легкий танк НВАК висунула виходячи з того, що для дій в Південному Китаї середні танки «Тип 59» були мало пристосовані, так як в тих місцях було мало мостів потрібної вантажопідйомності. Фактично він і розроблявся як полегшена і спрощена версія танка «Тип 59», так як промисловість не могла налагодити випуск середніх танків в потрібних обсягах. Розробка нового танка розпочалася на заводі № 674 у 1958 році. Прототип називався «Тип 59»-16, що вказувало на велику схожість з танком «Тип 59». Прототип був виготовлений в 1960 році і до 1962 року велися його доопрацювання і випробування. У 1963 році новий легкий танк Тип 62 був запущений в серійне виробництво. У 1989 році серійне виробництво цього танка було припинено після випуску близько 1200 екземплярів.

## Опис конструкції

### Компонувальна схема
Компонувальна схема — класична, окрім деяких деталей вона відповідає радянському танку Т-54. У передній частині корпусу знаходиться відділення управління, за ним — бойове відділення з баштою, корму корпусу займає моторно-трансмісійне відділення.

### Броньовий захист і башта
Корпус танка зварний із катаних броньованих листів товщиною від 12,5 мм до 25 мм. Башта танка лита з вареним дахом. Максимальна товщина броні башти — 50 мм. Така броня могла захистити лише від стрілецької зброї калібром до 12,5 мм.

### Основне озброєння
Основним озброєнням танка є 85-мм нарізна гармата, за основу якої взято радянську гармату ЗіС-С-53. Основними боєприпасами є бронебійний, бронебійно-фугасний, осколково-фугасний, кумулятивний та димовий снаряди, боєкомплект становить 47 пострілів. Гармата танка не має стабілізатора. Механізм повороту башти — ручний. Вона забезпечена ежектором для продувки ствола після пострілу. Максимальна дальність стрільби — 12200 м. Дальність прямого пострілу — 1870 м. Скорострільність 3-5 постр./хв.

### Додаткове озброєння
З гарматою спарений встановлений праворуч від неї 7,62-мм кулемет. Крім спареного, є курсовий 7,62-мм кулемет. Загальний боєкомплект до них — 1750 патронів (за деякими джерелами — 3200 патронів). На шкворні люку заряджаючого встановлений 12,7-мм зенітний кулемет з боєкомплектом 1250 патронів (за деякими джерелами — 300 патронів). З нього можна вести вогонь по повітряних і наземних цілях.

### Екіпаж
Екіпаж танка складається з 4 чоловік — механіка-водія, командира, навідника і заряджаючого. Механік водій розміщений в передній частині корпусу. Його робоче місце зміщене до лівого борту, так як справа знаходиться паливний бак і стелаж для пострілів гармати. Решта членів екіпажу розміщуються в башті. Робоче місце навідника — праворуч від гармати. Він веде вогонь з гармати і спареного з нею кулемета, використовуючи простий, не стабілізований оптичний приціл. За ним розташовується командир танка, у якого є командирська башточка. Робоче місце заряджаючого знаходиться праворуч від гармати. Крім заряджання гармати він веде вогонь з 12.7-мм зенітного кулемета змонтованого на його люку.

### Двигун і трансмісія
Мобільність забезпечується застосуванням 12-циліндрового V-подібного дизельного двигуна рідинного охолодження потужністю 430 к.с., простої механічної трансмісії з ручним керуванням, п'ятиопорної ходової частини з односкатними обгумованими опорними котками і торсіонною підвіскою. У трансмісії в якості механізму повороту використовуються бортові фрикціони. Гусениці дрібноланкові з відкритими металевими шарнірами, траки — двогребневі.

## Модифікації
- «Тип 62» (WZ132) — базовий варіант.

- «Тип 62-I» (WZ132-1) — покращений варіант Тип 62, внесено 33 зміни, в тому числі: лазерний далекомір, встановлений над 85-мм гарматою; доданий бронещиток зенітного 12,7-мм кулемета. Частина танків цієї модифікації оснащувалася гратчастими стелажами на башті і бортовими екранами корпусу.

- «Тип 62G» — лита башта замінена на зварену з вальцованих броньових листів, аналогічно башті плавучого танка Тип 63 (через що в деяких джерелах позначається Тип 62-63); встановлено 105-мм нарізна гармата, стабілізовану у вертикальній площин; прилади нічного бачення; встановлено по 4 димових гранатомета по бортах башти.

- «Тип 70» — модернізація Тип 62 і Тип 62-I. Встановлено лазерний далекомір, поліпшено приціли і стабілізатор гармати. Прибрано бронещиток зенітного кулемета.[1]

## Основні оператори

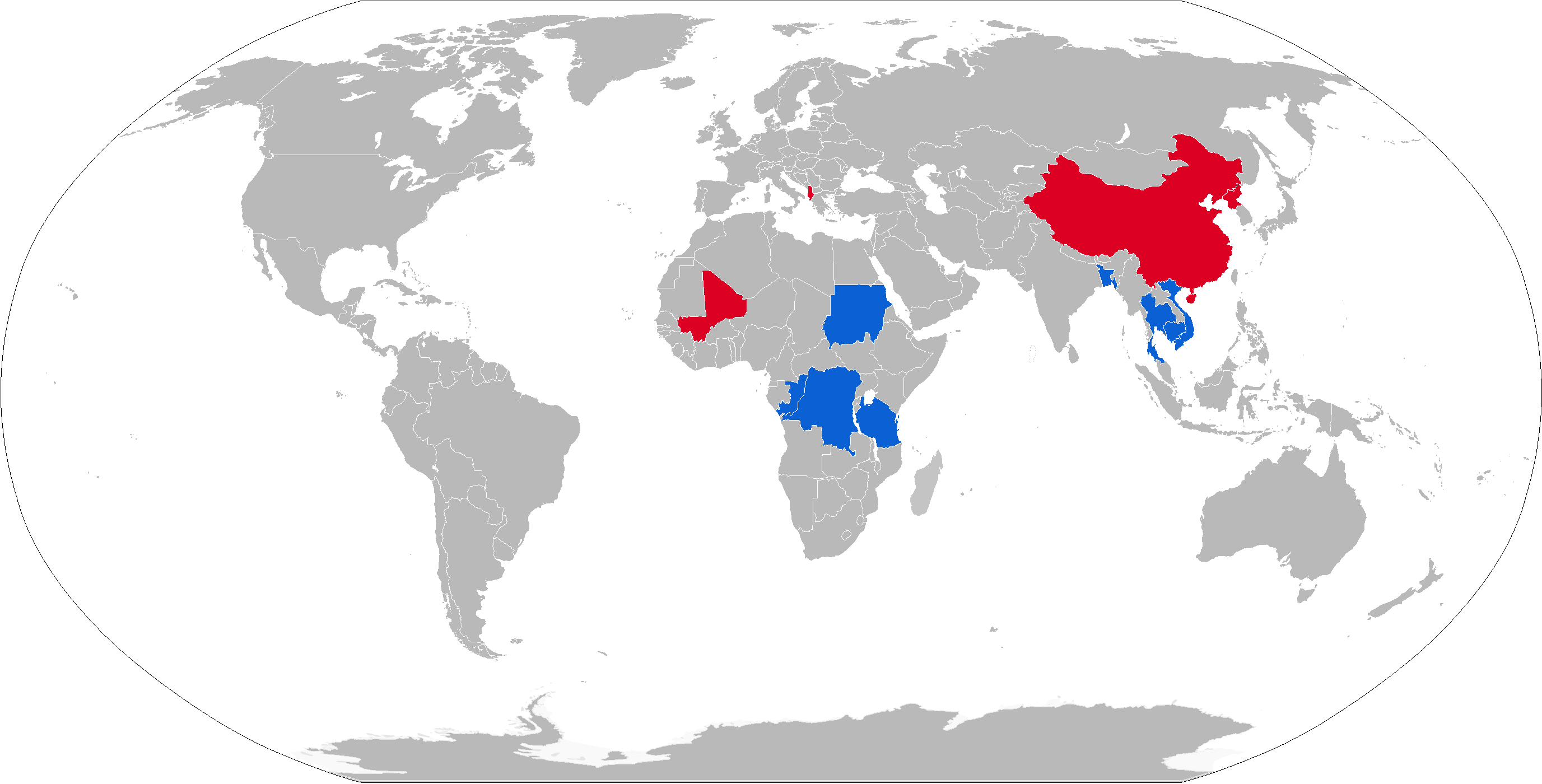
Карта країн операторів Тип 62. Червоним позначено колишніх операторів, синім позначено країни, в яких танк стоїть на озброєнні дотепер.

- Карта країн операторів Тип 62. Червоним позначено колишніх операторів, синім позначено країни, в яких танк стоїть на озброєнні дотепер. Албанія — 35 танків, зняті з озброєння
- Бангладеш — більше 40 танків, станом на 2007 рік
- В'єтнам — 70 танків, станом на 2007 рік ще деяка кількість залишається в строю
- Камбоджа — 20 танків, станом на 2007 рік
- КНР — близько 800 танків
- ДР Конго — більше 40 танків, станом на 2007 рік
- Республіка Конго — 10 танків, станом на 2007 рік
- Північна Корея — зняті з озброєння
- Малі — 18 танків, станом на 2007 рік
- Судан — 70 танків, станом на 2007 рік
- Танзанія — 30 танків, 25 станом на 2007 рік
- Таїланд ー30 танків станом на 2007 рік